# Kyra Schon
Kyra Schon (n. pe 4 octombrie 1957) este o actriță americană cunoscută datorită rolului Karen Cooper din Noaptea morților vii (1968) de George A. Romero. Este fiica lui Karl Hardman, care a jucat rolul tatălui ei în film.
Kyra Schon a fost numită „Cel mai bun zombi” de revista Entertainment Weekly.
1. ↑  Kyra Schon, Česko-Slovenská filmová databáze